# Lake Success (New York)
Pour les articles homonymes, voir Lake Success.
Lake Success est une ville située sur l'île de Long Island dans le comté de Nassau dans l'État de New York, aux États-Unis. Elle est issue historiquement de la division de la ville de Little Neck, comté du Queens (New York).
Entre 1946 et 1951, en attendant la construction de son siège définitif, la ville accueillit provisoirement le siège de l'Organisation des Nations unies, qui s'installa alors dans les bureaux du siège social de la Sperry Corporation, société américaine d'équipements électroniques qui disparut en 1986. 
En 2018, l’écrivain américain Gary Shteyngart publie un roman intitulé Lake Success.

## Démographie
| Groupe            | Lake Success | New York | États-Unis |
| ----------------- | ------------ | -------- | ---------- |
| Blancs            | 67,2         | 66,8     | 72,4       |
| Asiatiques        | 27,0         | 7,3      | 4,8        |
| Afro-Américains   | 3,4          | 15,9     | 12,6       |
| Métis             | 1,4          | 3,0      | 2,9        |
| Autres            | 1,0          | 7,5      | 6,4        |
| Amérindiens       | 0,1          | 0,6      | 0,9        |
| Total             | 100          | 100      | 100        |
|                   |              |          |            |
| Latino-Américains | 2,7          | 17,6     | 16,7       |

Selon l'American Community Survey, pour la période 2011-2015, 59,36 % de la population âgée de plus de 5 ans déclare parler l'anglais à la maison, 19,33 % déclare parler une langue chinoise, 9,46 le coréen, 2,73 % l'espagnol, 2,58 % le vietnamien, 1,95 % l'hébreu, 1,35 %, 1,47 % l'italien, 0,74 % le persan et 2,53 % une autre langue.